# Challenge Cup 2019-2020 (pallavolo femminile)
La Challenge Cup 2019-2020 si è svolta dal 5 novembre 2019 al 4 marzo 2020: al torneo hanno partecipato trentasei squadre di club europee e la vittoria finale non è stata assegnata ad alcuna squadra a seguito dell'interruzione della competizione a causa della pandemia di COVID-19.

## Regolamento
Le squadre hanno disputato un secondo turno, sedicesimi di finale, ottavi di finale, quarti di finale, semifinali e finale, tutte giocate con gare di andata e ritorno (coi punteggi di 3-0 e 3-1 sono stati assegnati 3 punti alla squadra vincente e 0 a quella perdente, col punteggio di 3-2 sono stati assegnati 2 punti alla squadra vincente e 1 a quella perdente; in caso di parità di punti dopo le due partite è stato disputato un golden set). Gli accoppiamenti fra le squadre per i sedicesimi di finale e gli abbinamenti per i turni successivi sono stati sorteggiati il 26 giugno 2019 a Lussemburgo.
A seguito del diffondersi in Europa della pandemia di COVID-19, la CEV ha sospeso la competizione dapprima fino al 3 aprile e in seguito fino a metà maggio 2020: dato il perdurare della pandemia, il 23 aprile 2020 la CEV ha decretato la chiusura anticipata della manifestazione senza assegnazione del trofeo.

## Squadre partecipanti
| - ASKÖ Linz-Steg - Levski Sofia - Holte - Kuusamon - Vampula - Béziers - Dresdner - PTSV Aachen - Olympiakos - Porfyras | - Thīras - Hapoël Kfar Saba - Drita - Rīgas Volejbola skola - RSR Walfer - Kairós - Dukla Liberec - Olymp Praha - Lugoj - Știința Bacău | - Enisej - Pezinok-Bilíkova - Slávia Bratislava - Kamnik - Spodnja Savinjska - JAV Olímpico - Engelholms - Kanti - Lugano - Sm'Aesch Pfeffingen | - Beylikdüzü Vİ - Türk Hava Yolları - Prometej - Békéscsabai - Újpest - Kaposvári |

## Torneo

### Secondo turno

#### Andata
| 5 novembre 2019 Palamondo, Cadempino Durata: 1h:18 - Spettatori: 1 000                  | Lugano            | 3 - 0 | Vampula           | 25-16, 25-22, 25-23 |
| 6 novembre 2019 Kaposvár Aréna, Kaposvár Durata: 1h:16 - Spettatori: 593                | Kaposvári         | 0 - 3 | Türk Hava Yolları | 19-25, 23-25, 16-25 |
| 6 novembre 2019 Športna dvorana OŠ Šempeter, San Pietro Durata: 1h:17 - Spettatori: 320 | Spodnja Savinjska | 3 - 0 | Pezinok-Bilíkova  | 25-18, 25-15, 29-27 |
| 6 novembre 2019 Melina Merkourī Hall, Rentis Durata: 1h:00 - Spettatori: 210            | Porfyras          | 0 - 3 | Olympiakos        | 11-25, 17-25, 11-25 |

#### Ritorno
| 20 novembre 2019 Tahto Areena, Huittinen Durata: 2h:11 - Spettatori: 921               | Vampula           | 3 - 1 | Lugano            | 25-19, 22-25, 25-23, 25-17 Golden set: 16-18 |
| 19 novembre 2019 Burhan Felek Spor Salonu, Istanbul Durata: 1h:25 - Spettatori: 700    | Türk Hava Yolları | 3 - 1 | Kaposvári         | 23-25, 25-9, 25-9, 25-21                     |
| 20 novembre 2019 Športová hala SOU Komenského, Pezinok Durata: 1h:23 - Spettatori: 400 | Pezinok-Bilíkova  | 0 - 3 | Spodnja Savinjska | 22-25, 21-25, 25-27                          |
| 20 novembre 2019 Melina Merkourī Hall, Rentis Durata: 1h:18 - Spettatori: 300          | Olympiakos        | 3 - 0 | Porfyras          | 25-13, 25-18, 25-22                          |

#### Squadre qualificate
| - Olympiakos - Spodnja Savinjska - Lugano - Türk Hava Yolları |

### Sedicesimi di finale

#### Andata
| 4 dicembre 2019 Športová hala Mladosť, Bratislava Durata: 1h:19 - Spettatori: 250       | Slávia Bratislava     | 3 - 0 | Beylikdüzü Vİ    | 25-20, 25-23, 25-21                          |
| 5 dicembre 2019 Športna dvorana OŠ Šempeter, San Pietro Durata: 1h:36 - Spettatori: 450 | Spodnja Savinjska     | 1 - 3 | ASKÖ Linz-Steg   | 21-25, 22-25, 25-18, 16-25                   |
| 3 dicembre 2019 Burhan Felek Spor Salonu, Istanbul Durata: 1h:11 - Spettatori: 400      | Türk Hava Yolları     | 3 - 0 | JAV Olímpico     | 25-22, 25-21, 25-15                          |
| 4 dicembre 2019 Sala I.K. Ghermănescu, Lugoj Durata: 1h:29 - Spettatori: 700            | Lugoj                 | 3 - 0 | Dukla Liberec    | 28-26, 25-20, 25-13                          |
| 4 dicembre 2019 C. D. das Laranjeiras, Ponta Delgada Durata: 1h:07 - Spettatori: 350    | Kairós                | 0 - 3 | Știința Bacău    | 22-25, 14-25, 14-25                          |
| 4 dicembre 2019 Margon Arena, Dresda Durata: 1h:10 - Spettatori: 2 376                  | Dresdner              | 3 - 0 | Prometej         | 26-24, 25-22, 25-13                          |
| 26 novembre 2019 Kleisto Gymnastīrio DAPPOS, Santorini Durata: 0h:54 - Spettatori: 500  | Drita                 | 0 - 3 | Thīras           | 9-25, 7-25, 17-25                            |
| 3 dicembre 2019 Holte-Hallen, Rudersdal Durata: 1h:07 - Spettatori: 300                 | Holte                 | 0 - 3 | Kanti            | 17-25, 18-25, 15-25                          |
| 3 dicembre 2019 Kungsgardshallen, Ängelholm Durata: 1h:06 - Spettatori: 300             | Engelholms            | 0 - 3 | PTSV Aachen      | 15-25, 20-25, 15-25                          |
| 4 dicembre 2019 MZH Löhrenacker, Aesch Durata: 1h:45 - Spettatori: 200                  | Sm'Aesch Pfeffingen   | 3 - 1 | Levski Sofia     | 25-21, 25-21, 26-28, 25-15                   |
| 3 dicembre 2019 Palamondo, Cadempino Durata: 1h:12 - Spettatori: 1 000                  | Lugano                | 0 - 3 | Kuusamon         | 16-25, 15-25, 19-25                          |
| 4 dicembre 2019 Hall Omnisport New, Walferdange Durata: 0h:59 - Spettatori: 700         | RSR Walfer            | 0 - 3 | Béziers          | 17-25, 9-25, 10-25                           |
| 4 dicembre 2019 Sporta nams Daugava, Riga Durata: 1h:30 - Spettatori: 350               | Rīgas Volejbola skola | 1 - 3 | Békéscsabai      | 25-21, 9-25, 15-25, 22-25                    |
| 18 dicembre 2019 Kladenská sportovní hala, Kladno Durata: 2h:04 - Spettatori: 250       | Olymp Praha           | 3 - 1 | Kamnik           | 20-25, 25-16, 25-20, 25-20 Golden set: 11-15 |
| 4 dicembre 2019 Melina Merkourī Hall, Rentis Durata: 1h:03 - Spettatori: 500            | Olympiakos            | 3 - 0 | Hapoël Kfar Saba | 25-20, 25-15, 25-14                          |
| 4 dicembre 2019 UTE Csarnok, Budapest Durata: 1h:38 - Spettatori: 500                   | Újpest                | 1 - 3 | Enisej           | 18-25, 22-25, 25-22, 23-25                   |

#### Ritorno
| 18 dicembre 2019 Burhan Felek Spor Salonu, Istanbul Durata: 1h:27 - Spettatori: 50        | Beylikdüzü Vİ    | 3 - 0 | Slávia Bratislava     | 25-21, 25-20, 25-23 Golden set: 15-8 |
| 18 dicembre 2019 Georg von Peuerbach Gymnasium, Linz Durata: 1h:08 - Spettatori: 300      | ASKÖ Linz-Steg   | 3 - 0 | Spodnja Savinjska     | 25-10, 25-21, 25-15                  |
| 4 dicembre 2019 Centro Insular de Deportes, Las Palmas Durata: 1h:06 - Spettatori: 500    | JAV Olímpico     | 0 - 3 | Türk Hava Yolları     | 22-25, 19-25, 15-25                  |
| 17 dicembre 2019 Sportovní hala Dukla Liberec, Liberec Durata: 2h:07 - Spettatori: 248    | Dukla Liberec    | 3 - 2 | Lugoj                 | 26-28, 25-19, 25-22, 17-25, 15-12    |
| 18 dicembre 2019 Sala Sporturilor, Bacău Durata: 1h:33 - Spettatori: 500                  | Știința Bacău    | 3 - 1 | Kairós                | 27-25, 25-15, 15-25, 25-16           |
| 18 dicembre 2019 Dvorec sporta Prometej, Kam"jans'ke Durata: 1h:04 - Spettatori: 1 000    | Prometej         | 0 - 3 | Dresdner              | 19-25, 10-25, 23-25                  |
| 27 novembre 2019 Kleisto Gymnastīrio DAPPOS, Santorini Durata: 1h:06 - Spettatori: 300    | Thīras           | 3 - 0 | Drita                 | 25-22, 25-16, 25-21                  |
| 18 dicembre 2019 BBC Arena, Sciaffusa Durata: 1h:11 - Spettatori: 512                     | Kanti            | 3 - 0 | Holte                 | 25-21, 25-13, 25-14                  |
| 18 dicembre 2019 Sporthalle Neuköllner Straße, Aquisgrana Durata: 1h:07 - Spettatori: 714 | PTSV Aachen      | 3 - 0 | Engelholms            | 25-17, 25-15, 25-17                  |
| 19 dicembre 2019 Hristo Botev Hall, Sofia Durata: 1h:09 - Spettatori: 200                 | Levski Sofia     | 0 - 3 | Sm'Aesch Pfeffingen   | 19-25, 21-25, 23-25                  |
| 18 dicembre 2019 Kuusamon Liikuntahalli, Kuusamo Durata: 1h:10 - Spettatori: 487          | Kuusamon         | 3 - 0 | Lugano                | 25-22, 25-23, 25-18                  |
| 18 dicembre 2019 Halle du Four a Chaux, Béziers Durata: 1h:01 - Spettatori: 655           | Béziers          | 3 - 0 | RSR Walfer            | 25-14, 25-14, 25-15                  |
| 18 dicembre 2019 Városi Sportcsarnok, Békéscsaba Durata: 1h:01 - Spettatori: 600          | Békéscsabai      | 3 - 0 | Rīgas Volejbola skola | 25-16, 25-13, 25-8                   |
| 4 dicembre 2019 Športna dvorana, Kamnik Durata: 1h:48 - Spettatori: 100                   | Kamnik           | 3 - 1 | Olymp Praha           | 18-25, 25-23, 30-28, 25-18           |
| 19 dicembre 2019 Green Hall, Kfar Saba Durata: 1h:55 - Spettatori: 400                    | Hapoël Kfar Saba | 2 - 3 | Olympiakos            | 12-25, 18-25, 25-15, 25-21, 12-15    |
| 18 dicembre 2019 Ivan Jarygin Sports Palace, Krasnojarsk Durata: 1h:46 - Spettatori: 650  | Enisej           | 3 - 2 | Újpest                | 25-27, 16-25, 25-14, 25-21, 15-5     |

#### Squadre qualificate
| - ASKÖ Linz-Steg - Kuusamon - Béziers - Dresdner - PTSV Aachen - Olympiakos - Thīras - Lugoj | - Știința Bacău - Enisej - Kamnik - Kanti - Sm'Aesch Pfeffingen - Beylikdüzü Vİ - Türk Hava Yolları - Békéscsabai |

### Ottavi di finale

#### Andata
|                                                                                           | Beylikdüzü Vİ | -     | ASKÖ Linz-Steg      | [ 5 ] [ 6 ]                       |
| 22 gennaio 2020 Sala I.K. Ghermănescu, Lugoj Durata: 1h:14 - Spettatori: 980              | Lugoj         | 0 - 3 | Türk Hava Yolları   | 20-25, 19-25, 18-25               |
| 22 gennaio 2020 Margon Arena, Dresda Durata: 1h:09 - Spettatori: 2 400                    | Dresdner      | 3 - 0 | Știința Bacău       | 25-18, 25-11, 25-19               |
| 22 gennaio 2020 BBC Arena, Sciaffusa Durata: 2h:00 - Spettatori: 645                      | Kanti         | 3 - 2 | Thīras              | 25-15, 17-25, 25-23, 19-25, 16-14 |
| 22 gennaio 2020 Sporthalle Neuköllner Straße, Aquisgrana Durata: 1h:39 - Spettatori: 621  | PTSV Aachen   | 3 - 1 | Sm'Aesch Pfeffingen | 23-25, 25-18, 25-23, 25-21        |
| 22 gennaio 2020 Halle du Four a Chaux, Béziers Durata: 1h:16 - Spettatori: 451            | Béziers       | 3 - 0 | Kuusamon            | 28-26, 25-14, 25-17               |
| 23 gennaio 2020 Športna dvorana, Kamnik Durata: 1h:13 - Spettatori: 100                   | Kamnik        | 0 - 3 | Békéscsabai         | 14-25, 19-25, 23-25               |
| 21 gennaio 2020 Dom Sporta Imeni M. Dvorkina, Krasnojarsk Durata: 1h:30 - Spettatori: 750 | Enisej        | 1 - 3 | Olympiakos          | 25-21, 20-25, 19-25, 18-25        |

#### Ritorno
|                                                                                       | ASKÖ Linz-Steg      | -     | Beylikdüzü Vİ | [ 5 ]                             |
| 4 febbraio 2020 Burhan Felek Spor Salonu, Istanbul Durata: 0h:58 - Spettatori: 250    | Türk Hava Yolları   | 3 - 0 | Lugoj         | 25-15, 25-12, 25-17               |
| 5 febbraio 2020 Sala Sporturilor, Bacău Durata: 1h:32 - Spettatori: 350               | Știința Bacău       | 1 - 3 | Dresdner      | 21-25, 19-25, 27-25, 14-25        |
| 4 febbraio 2020 Kleisto Gymnastīrio DAPPOS, Santorini Durata: 1h:48 - Spettatori: 500 | Thīras              | 3 - 1 | Kanti         | 27-25, 25-17, 21-25, 25-17        |
| 5 febbraio 2020 MZH Löhrenacker, Aesch Durata: 1h:40 - Spettatori: 1 011              | Sm'Aesch Pfeffingen | 1 - 3 | PTSV Aachen   | 27-25, 22-25, 22-25, 21-25        |
| 5 febbraio 2020 Kuusamon Liikuntahalli, Kuusamo Durata: 1h:58 - Spettatori: 447       | Kuusamon            | 2 - 3 | Béziers       | 19-25, 25-27, 25-20, 26-24, 11-15 |
| 6 febbraio 2020 Városi Sportcsarnok, Békéscsaba Durata: 1h:56 - Spettatori: 600       | Békéscsabai         | 3 - 2 | Kamnik        | 22-25, 25-16, 25-21, 23-25, 15-12 |
| 5 febbraio 2020 Melina Merkourī Hall, Rentis Durata: 1h:32 - Spettatori: 300          | Olympiakos          | 3 - 1 | Enisej        | 25-21, 25-17, 23-25, 26-24        |

#### Squadre qualificate
- ASKÖ Linz-Steg
- Béziers
- Dresdner
- PTSV Aachen
- Olympiakos
- Thīras
- Türk Hava Yolları
- Békéscsabai

### Quarti di finale

#### Andata
| 20 febbraio 2020 Georg von Peuerbach Gymnasium, Linz Durata: 1h:05 - Spettatori: 250      | ASKÖ Linz-Steg | 0 - 3 | Türk Hava Yolları | 14-25, 17-25, 15-25        |
| 19 febbraio 2020 Kleisto Gymnastīrio DAPPOS, Santorini Durata: 1h:41 - Spettatori: 800    | Thīras         | 3 - 1 | Dresdner          | 19-25, 26-24, 25-15, 25-17 |
| 19 febbraio 2020 Sporthalle Neuköllner Straße, Aquisgrana Durata: 1h:07 - Spettatori: 619 | PTSV Aachen    | 0 - 3 | Béziers           | 20-25, 21-25, 18-25        |
| 18 febbraio 2020 Városi Sportcsarnok, Békéscsaba Durata: 1h:59 - Spettatori: 800          | Békéscsabai    | 1 - 3 | Olympiakos        | 26-24, 23-25, 19-25, 23-25 |

#### Ritorno
| 4 marzo 2020 Burhan Felek Spor Salonu, Istanbul Durata: 1h:01 - Spettatori: 250 | Türk Hava Yolları | 3 - 0 | ASKÖ Linz-Steg | 25-13, 25-15, 25-16                          |
| 4 marzo 2020 Margon Arena, Dresda Durata: 1h:36 - Spettatori: 2 617             | Dresdner          | 3 - 1 | Thīras         | 25-19, 19-25, 25-21, 25-12 Golden set: 15-13 |
| 4 marzo 2020 Halle du Four a Chaux, Béziers Durata: 1h:14 - Spettatori: 734     | Béziers           | 3 - 0 | PTSV Aachen    | 25-15, 25-22, 25-18                          |
| 3 marzo 2020 Melina Merkourī Hall, Rentis Durata: 1h:48 - Spettatori: 300       | Olympiakos        | 2 - 3 | Békéscsabai    | 25-17, 25-17, 20-25, 21-25, 9-15             |

#### Squadre qualificate
- Béziers
- Dresdner
- Olympiakos
- Türk Hava Yolları

### Semifinali

#### Andata
| Durata: 0h:00 - Spettatori: 0 | Türk Hava Yolları | - | Dresdner | annullata |
| Durata: 0h:00 - Spettatori: 0 | Olympiakos        | - | Béziers  | annullata |

#### Ritorno
| Durata: 0h:00 - Spettatori: 0 | Dresdner | - | Türk Hava Yolları | annullata |
| Durata: 0h:00 - Spettatori: 0 | Béziers  | - | Olympiakos        | annullata |

### Finale

#### Andata
| Durata: 0h:00 - Spettatori: 0 |  | - |  | annullata |

#### Ritorno
| Durata: 0h:00 - Spettatori: 0 |  | - |  | annullata |

#### Squadra campione
- titolo non assegnato